# Nekoliko stranica iz krvavog albuma Karađorđevića (knjiga)
Nekoliko stranica iz krvavog albuma Karađorđevića: dokumenta o zločinima Srbijanaca u Crnoj Gori, knjiga je koju je Vlada Kraljevine Crne Gore u egzilu tiskala u Rimu 1921. godine. Objavljeni dokumenti u njoj su izvješća s terena, iz Crne Gore, o akcijama srpskih okupacijskih trupa prema crnogorskom stanovništvu, a koji su, tih godina predstavljeni i međunarodnoj javnosti.

## Sadržaj knjige
Knjiga se sastoji iz sljedećih poglavlja (izvorno na crnogor.):
- PRVI DIO
- I. RAPORT CRNOGORSKOJ VLADI O ZLOČINIMA SRBIJANACA U CRNOJ GORI, PODNESEN OD STRANE VOĐA CRNOGORSKIH USTANIKA.

1. Opšti pregled
2. Opšti pogled na "sistem" terora koji su Srbijanci uveli nad čitavim stanovništvom Crne Gore
3. Zločini prema pojedincima

A) Zločini prema pojedincima u namjeri da unize ugled crkve i države.
B) Zločini prema ženama i djeci
V) Zločini protivu mirnog naroda.
G) Zločin prema ustašima (mrtvima i ranjenima).
- II. RAPORT CRNOGORSKOJ VLADI MILIJE RAKOČEVIĆA, POTPORUČNIKA CRNOGORSKE VOJSKE, O ZLOČINIMA SRBIJANSKE VOJSKE PREMA NJEGOVOJ PORODICI I NJEGOVIM ROĐACIMA.
- III. ZLOČINI I NASILJA SRBIJANACA SAMO NAD JEDNOM CRNOGORSKOM PORODICOM.

## Vanjske poveznice
- (crnog.) Nekoliko stranica iz krvavog albuma Karađorđevića, cjelokupni tekst
- (crnog.) Nekoliko stranica iz krvavog albuma Karadjordjevica, Rim, 1921. g.  Arhivirana inačica izvorne stranice od 26. ožujka 2017. (Wayback Machine), skenirane stranice knjige na montenegrin.org